# 小川裕之
小川 裕之（おがわ ひろゆき、1980年4月21日 - ）は、日本プロ麻雀協会に所属する競技麻雀のプロ雀士。2009年入会(8期前期)、雀王戦A1リーガー。

## 人物
キャッチコピーは「獣王襲来」

## 獲得タイトル
- 第11期新人王[2]